# Macroleptura
Macroleptura  (лат.) — род жуков-усачей рода из подсемейства усачики семейства жуков-усачей.

## Описание
Среднего размера жуки-усачи. Отличаются коренастым телом и относительно короткими усиками, которые немного не достигают середины надкрылий. Кроме того, анальный стернит самцов широкий и его бока пластинчатые и расширены книзу. Парамеры гениталий самцов очень длинные и только немного сужаются к вершине и не раздвоены апикально. Так как эти признаки отсутствуют у других представителей рода Лептура, то виды Leptura thoracica и другие были выделены в отдельный новый род Macroleptura. 

## Систематика
Ранее виды этого таксона включались в состав рода Лептура, а сам Macroleptura иногда рассматривается в качестве его подрода. Род был впервые выделен в 1957 году японскими энтомологами Накане Такехико (Nakane Takehiko) и Обаяси Кадзё (Ohbayashi Kazuo, Япония). В 2002 и 2007 годах итальянским энтомологом Джанфранко Самой (Gianfranco Sama) предлагалось выделить часть видов с Дальнего Востока в отдельный род Noona Sama, 2007 (первоначально предложенное имя Nona Sama, 2002 оказалось преоккупировано одноимённым моллюском Nona Adams, 1854, Mollusca).
Оба таксона в итоге признаны синонимами Macroleptura.
- Род: Macroleptura Nakane et Ohbayashi, 1957
  - Вид: Macroleptura mirabilis (Aurivillius, 1902), или в составе рода Teratoleptura N. Ohbayashi, 2008
    - = Strangalia mirabilis

  - Вид: Macroleptura quadrizona (Fairmaire, 1902) — Дальний Восток
    - = Strangalia quadrizona
    - = Leptura (Noona) quadrizona
    - = Megaleptura quadrizona
    - = Macroleptura magdelainei (Pic, 1937)

  -  Вид: Macroleptura regalis (Bates, 1884) — Дальний Восток
    - = Strangalia regalis
    - = Leptura regalis
    - = Nona regalis
    - = Noona regalis

  -  Вид: Macroleptura thoracica (Creutzer, 1799) typus — Палеарктика